# 馬德雷德迪奧斯島

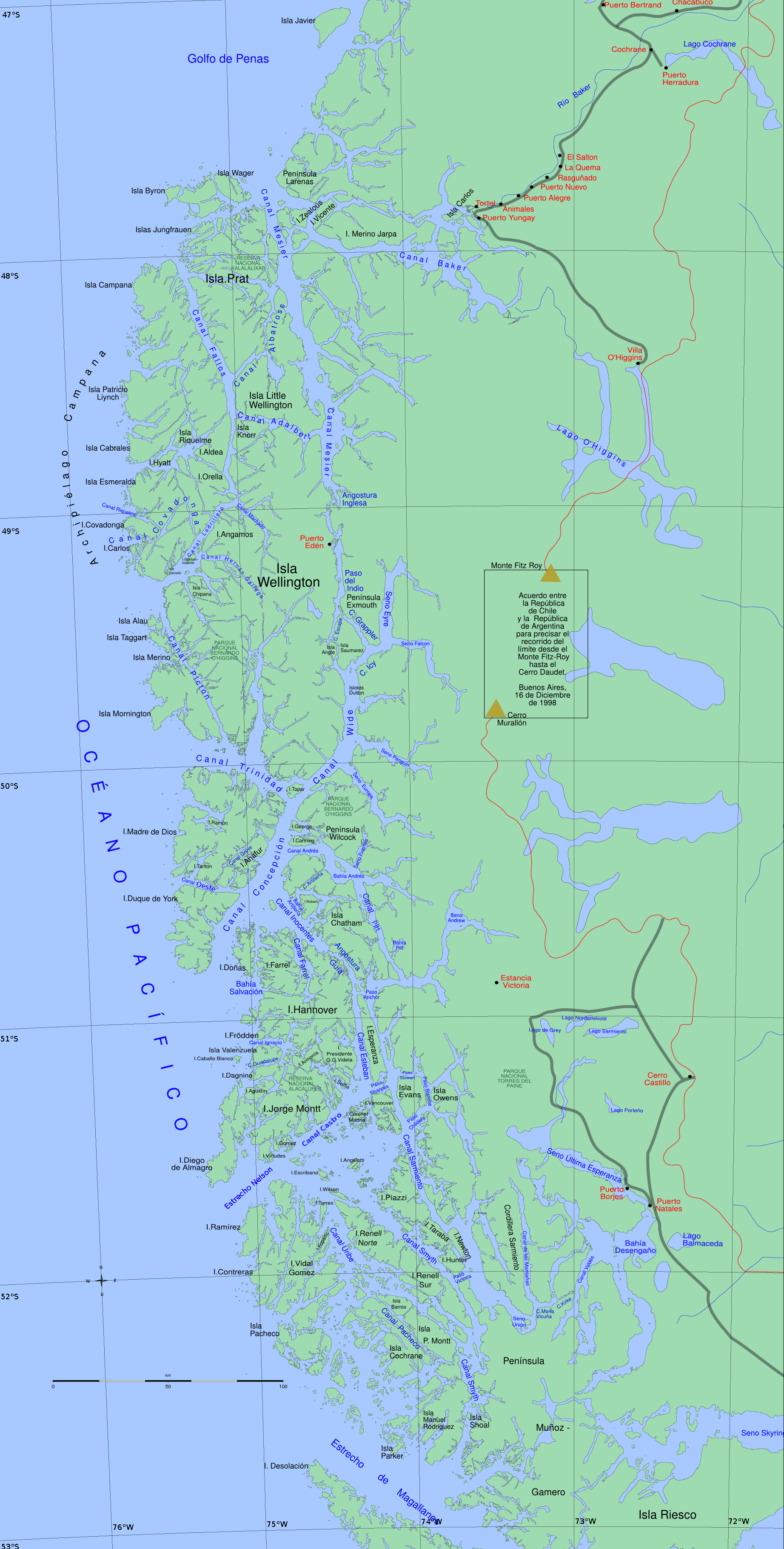
馬德雷德迪奧斯島

馬德雷德迪奧斯島（Isla Madre de Dios）是南美洲智利的一個島嶼，是巴塔哥尼亞群島旳一部分，位於麥哲倫-智利南極大區，面積1,043平方公里，部分由石灰岩組成。島上有多個天然洞穴，其中一個洞穴內海拔10至30米處發現古代鯨魚駭骨。

## 外部連結
- National Geographic article （页面存档备份，存于）

50°06′10″S 75°14′38″W / 50.10278°S 75.24389°W